# Baron de Münchhausen
Pour les articles homonymes, voir Münchhausen.
Karl Friedrich Hieronymus, baron de Münchhausen (ou Münchausen avec un seul « h » selon une graphie répandue), né le 11 mai 1720 à Bodenwerder et mort le 22 février 1797 dans la même ville, est un officier, mercenaire à la solde de l'armée russe. Le récit romancé de ses exploits en a fait un des héros les plus populaires de la littérature allemande.

## Le personnage historique
Karl Friedrich Hieronymus Freiherr von Münchhausen naît à Bodenwerder dans le Weserbergland, région relevant de l'électorat de Brunswick-Lunebourg. Cousin du botaniste Otto von Münchhausen chancelier de l'université de Göttingen, il est, dans sa jeunesse, page du prince Antoine-Ulrich de Brunswick-Wolfenbüttel, qu'il suit en 1740 pour devenir mercenaire de l'armée russe. Il combat pendant dix ans dans l'armée d'Élisabeth Ire de Russie contre les Turcs de l'Empire ottoman, en Crimée. Il épouse Jacobine von Dunten en 1744 en Lettonie.

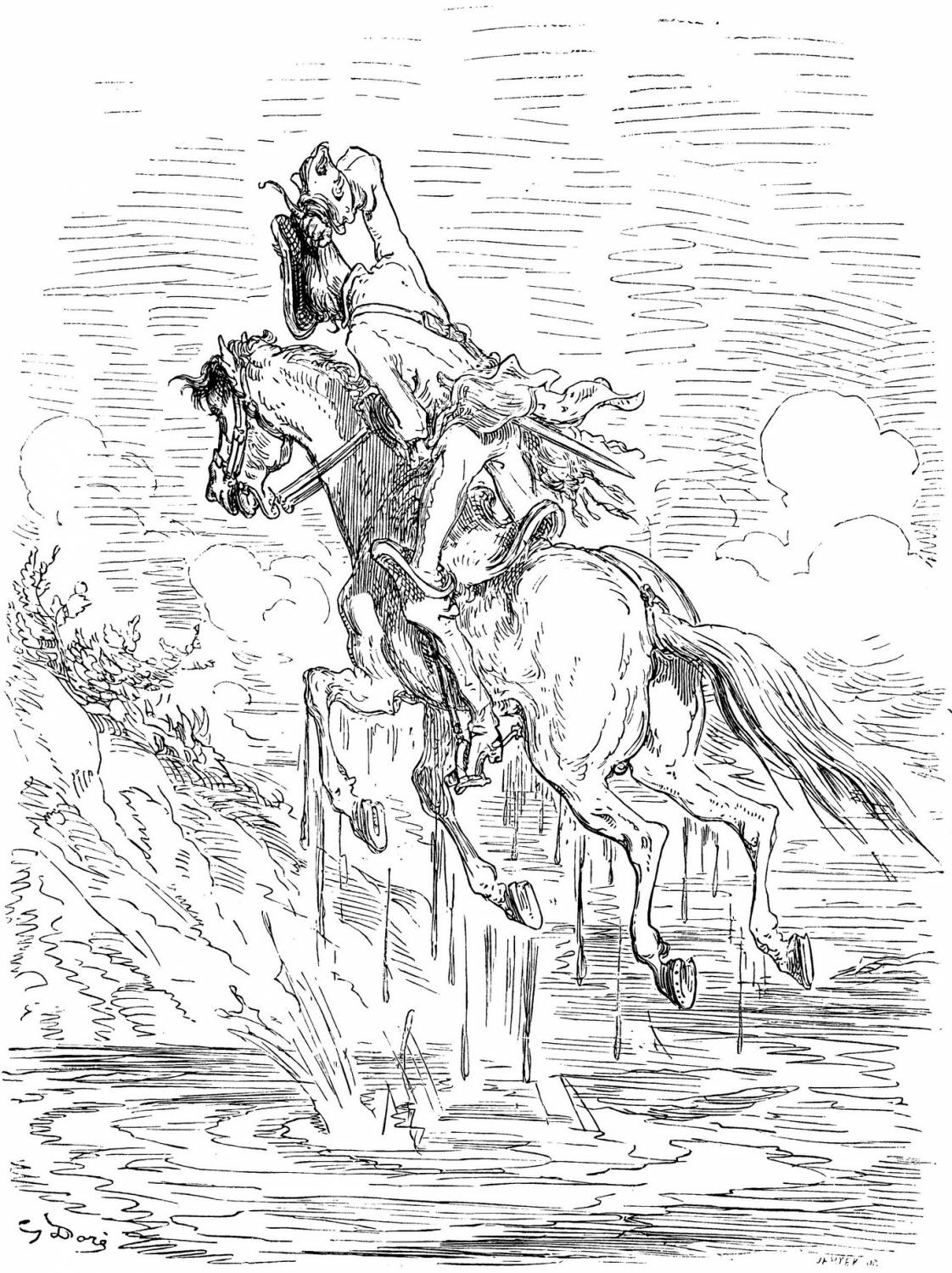
Le Baron se sortant des sables mouvants ainsi que son cheval en se soulevant par les cheveux (gravure de Gustave Doré).

Il est nommé, en 1750, capitaine de cavalerie, avant de quitter l'armée russe. Lors de son retour en Allemagne, il s'installe dans le château qui l'a vu naitre à Bodenwerder et mène une vie de propriétaire terrien. Il confie à l'écrivain Rudolf Erich Raspe ses « extraordinaires » aventures avant de se fixer à Hanovre. Surnommé le « baron de Crac » (« baron du mensonge », selon l'expression « raconter des craques »), il aurait voyagé sur la Lune sur un boulet de canon et aurait dansé avec Vénus. Veuf en 1790, il se remarie en 1794 avec Bernardine von Brunn, union qui s'achève par un divorce. Il meurt le 22 février 1797 de la fièvre typhoïde, ruiné.
Son destin et sa faconde devinrent aussi légendaires que celles de son homologue d'outre-Rhin Cyrano de Bergerac, lui assurant une réputation d'affabulateur hors pair, voire de fou.
Son nom a été donné à une maladie psychiatrique grave : le syndrome de Münchhausen. Les victimes de ce syndrome simulent tous les symptômes d'une maladie afin d'attirer sur elles l'attention des médecins. Elles peuvent également provoquer l'apparition de symptômes chez l'un de leurs proches (syndrome de Münchhausen par procuration, appelé aussi « syndrome de Meadow »).
De son nom est également tiré celui d'un problème logique et philosophique, le trilemme de Münchhausen, aussi appelé trilemme d'Agrippa du nom du philosophe antique qui l'a le premier exprimé, et qui met en évidence l'impossibilité d'établir une vérité absolue sur quoi que ce soit. Pour l'anecdote, le baron avait prétendu tirer son cheval et lui-même hors des sables mouvants par ses propres cheveux, sans aucun support extérieur.

## Le héros populaire

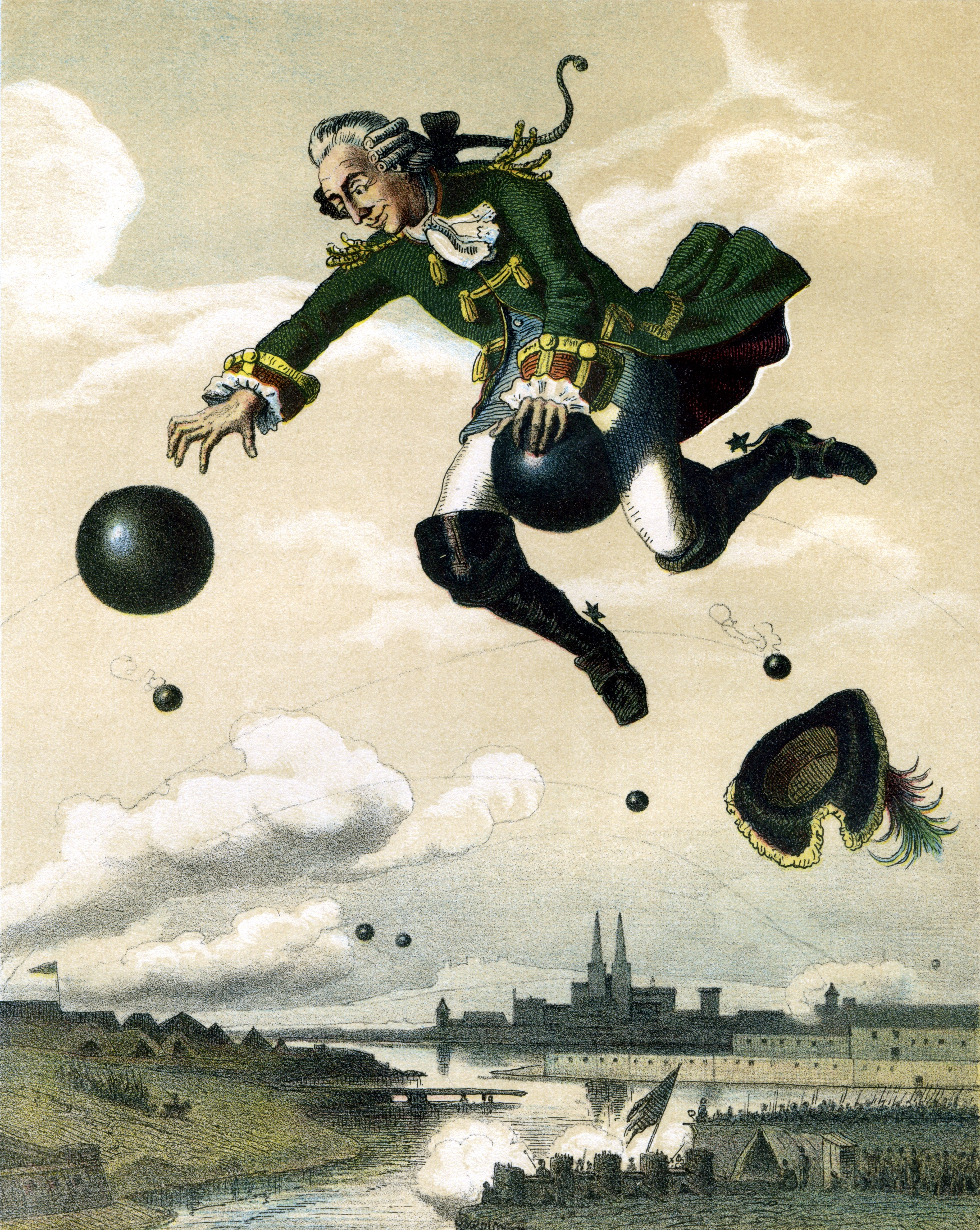
Münchhausen sur son boulet de canon, gravure d'August von Wille (1872).

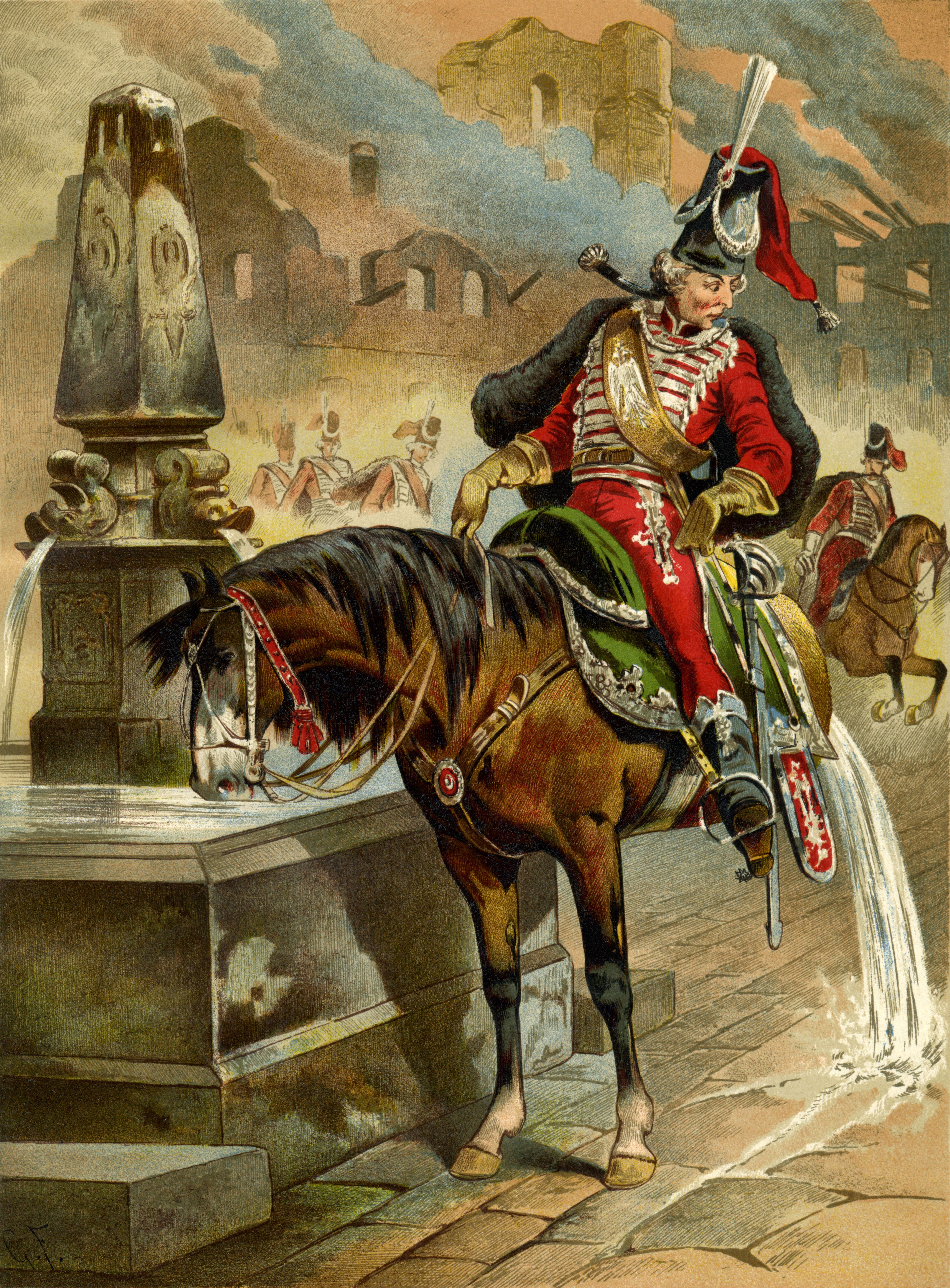
Le baron de Münchhausen sur un demi-cheval, illustration de Gottfried Franz (1846-1905).

Les récits extraordinaires du baron constituent la reprise d'un imaginaire collectif amplifié par le merveilleux et la truculence d'un militaire nostalgique d'exploits, à la manière de Tartarin de Tarascon.
Les œuvres de fiction mettant en scène le baron sont nombreuses ; il convient de distinguer :
- l'œuvre originale ;
- les suites apocryphes ou nouvelles aventures ;
- les pastiches et parodies.

### L'œuvre originale
En 1785, l'écrivain allemand Rudolf Erich Raspe recueille, ordonne et publie ces récits (du vivant du baron de Münchhausen) en anglais, sous le titre Baron Münchhausen's Narrative of his Marvellous Travels and Campaigns in Russia.
Un an plus tard, les Aventures sont traduites en allemand par Gottfried August Bürger (1747-1794), professeur à l'université de Göttingen, sous le titre Abenteuer des berühmten Freiherrn von Münchhausen. Plus qu’une traduction, il remanie les histoires et fournit une version plus poétique et satirique que le livre de Raspe.
En France, le livre sera traduit de l'allemand par Théophile Gautier (fils) en 1854 sous le titre Le Baron de Münchausen surnommé le Baron de Crac ou La Fleur des Gasconnades allemandes, avec des illustrations de Gustave Doré. Cette traduction est amputée de certains passages jugés trop « politiquement incorrects » pour ses contemporains.
Ce livre fut souvent réédité et illustré par de nombreux illustrateurs tels que :
- George Cruikshank (1792-1878)
- Alfred Croqwill (1804-1872)
- Theodor Hosemann (1807-1875)
- Gustave Doré (1832-1883)
- Albert Robida (1848-1926)
- William Strang (1859-1921)
- Peter Sheaf Newell (1862-1924)
- Willy Plonck (1870-1956)
- Alfred Kubin (1877-1959)
- René Giffey (1884-1965)
- Ronald Searle (1920-2011)
- Daniel Maja (né en 1942)
- Quentin Faucompré (né en 1979)

### Suites apocryphes
Des auteurs ont imaginé de nouvelles pérégrinations du baron, épiques et rocambolesques, qui s'inscrivent parfaitement dans la longue tradition littéraire du personnage.
Dans trois bandes dessinées, Les Aventures oubliées du baron de Münchhausen, Olivier Supiot réutilise le personnage du baron pour plonger son lecteur dans de nouvelles aventures.

### Pastiches et parodies
Le baron de Crac

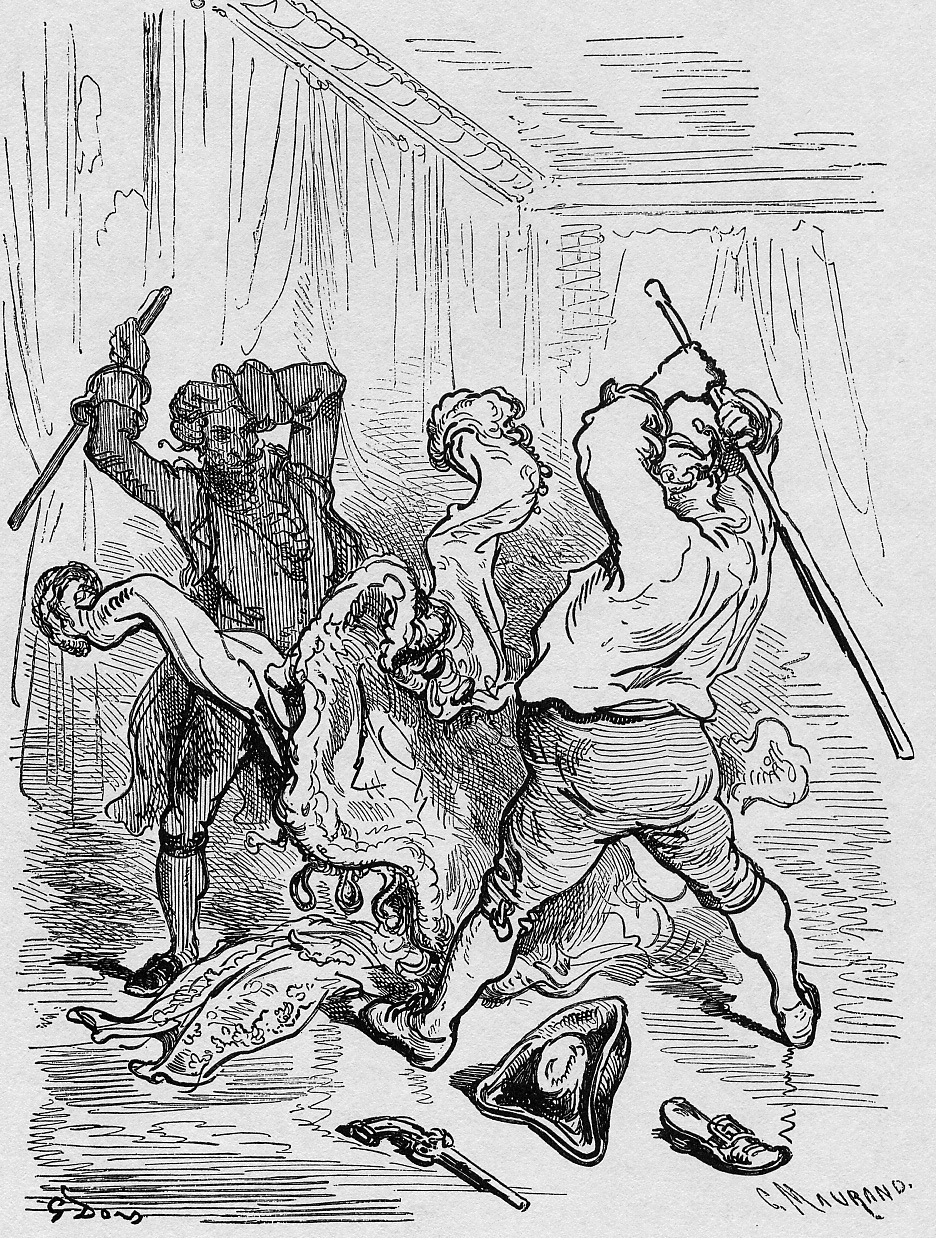
Illustration de Gustave Doré pour l'édition française de 1862.

Cami a imaginé une réplique parodique et burlesque du baron de Münchhausen : le baron de Crac, militaire français, commandeur de l'ordre du Royal-Jabot, courtisan de Louis XV. De sa retraite en Gascogne, au château de la Cracodière, il raconte à ses invités émerveillés d'avance les exploits qui établirent sa réputation universelle (épisodes de chasse, scènes de batailles, incidents/accidents, missions du roi…). Il possède un fidèle valet nommé Dodu.

« J'ai toujours eu horreur, vous le savez, mes amis, de ces récits extraordinaires, de ces prouesses invraisemblables dont se vantent trop souvent chasseurs ou pêcheurs à la veillée. Le modeste souvenir de chasse que je vais vous conter a du moins pour lui d'être absolument véridique. D'ailleurs, vous allez en juger… »

— Cami, Les Aventures sans pareilles du baron de Crac.

## Adaptations
Les aventures extraordinaires du baron ont été l'objet de nombreuses adaptations plus ou moins fidèles à l'original.

### Au cinéma et à la télévision
Le baron de Münchausen a été porté sur grand écran dès le début du cinéma muet, dans des productions cinématographiques puis télévisuelles.
- 1909 : How I Cook-ed Peary's Record (Münchhausen au Pôle nord), film de Walter R. Booth.
- 1910 : Le Baron de Crac d’Emile Cohl ;
- 1911 : Les Hallucinations du baron de Münchhausen, film de Georges Méliès (Pathé frères) ;
- 1914 : Le avventure del barone di Münchausen de Paolo Azzurri ;
- 1915 : The New Adventures of Baron Munchausen de F. Martin Thornton ;
- 1920 : Münchausen, der berühmte Aufschneider de Richard Felgenauer ;
- 1927 : The Adventures of Baron Munchausen de Paul Peroff ;
- 1929 : Les Aventures du baron Munchausen d’Ivan Petrovich Ivanov-Vano ;
- 1933 : Moi et le Baron de Walter Lang ;
- 1936 : Münchhausens neuestes Abenteuer de Phil Jutzi ;
- 1941 : Le avventure del barone di Munchausen de Roberto Sgrilli ;
- 1943 : Les Aventures fantastiques du baron Münchhausen, film allemand de Josef Von Baky réalisé pour les 25 ans de la UFA ;
- 1947 : The Adventures of Baron Munchausen de George Dunning et Colin Low ;
- 1962 : Le Baron de Crac (Baron Prášil), film tchèque de Karel Zeman ;
- 1966 : Münchhausen de Fritz Umgelter ;
- 1978 : Les Fabuleuses Aventures du légendaire baron de Münchausen, film d'animation français de Jean Image.

- 1979 : 
  - Ce Münchhausen-là (Tot samyj Myunkhauzen) , téléfilm soviétique de Mark Zakharov ;
  - Der Schuft, der den Münchhausen schrieb de Rudolf Nussgruber ;
- 1984 : Le Secret des Sélénites, film d'animation français de Jean Image[6].
- 1988 : 
  - Münchhausens letzte Liebe de Wolfgang Glück ;
  - Les Aventures du baron de Münchhausen, film britannique de Terry Gilliam ;
- 2012 : Baron Münchhausen, téléfilm allemand d'Andreas Linke ;
- 2013 : Münchhausen, le baron du mensonge de Kai Christiansen.

### Au théâtre
- 2006 : Les Aventures extraordinaires du baron de Münchhausen, adaptation Hacid Bouabaya par la compagnie Joker.
- 2011 : Münchausen, les machineries de l'imaginaire, adaptation Hugo Bélanger, par le Théâtre Tout à Trac.
- 2013 : Le Baron de Münchhausen, adaptation Marin Assassi par la compagnie Le Thyase
- 2014 : Münchhausen, création de Benoit Hattet, Compagnie du Fomenteur.
- 2020 : Les Aventures du baron de Münchhausen, mise en scène par Patrice Thibaud pour le Théâtre impérial de Compiègne.

## Hommages

### Monument
Le 18 juillet 2005 a été inauguré dans le parc central de Kaliningrad (Russie) un monument, à l'initiative du club Enkel Münchhausens, en cadeau de la ville jumelée, Bodenwerder. La statue représente le baron sur un boulet de canon.

### Littérature
On peut percevoir les traces du baron de Münchhausen dans le conte d'Italo Calvino : Le Vicomte pourfendu (1952).

### L'œuvre originale et ses adaptations
Livres

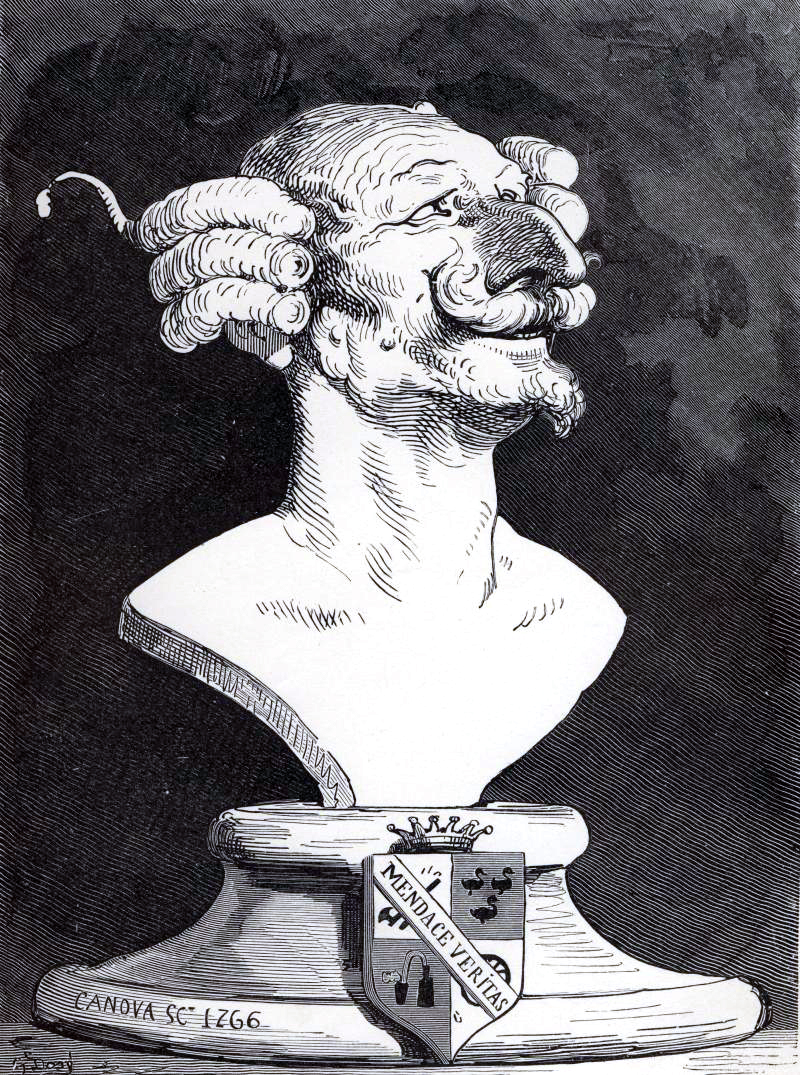
Buste du baron de Münchhausen, sculpté dans le marbre par Antonio Canova, gravure de Gustave Doré.

- Gottfried August Bürger, Un chasseur sachant chasser, d'après les voyages extraordinaires du baron Münchhausen, SEPIA, Paris, 1943, 16 p.
- Les Aventures du Baron de Münchhausen. Rubezahl et le paysan, adaptation de P. Berlin, Bibliothèque Juventa, Delagrave, Paris, 1958, 158 p.
- Gottfried August Bürger, Baron de Münchhausen : Mes aventures, éditions de Crémille, Genève, 1973, 253 p.
- Gottfried August Bürger, Aventures et mésaventures du baron de Münchhausen, trad. de l'allemand par Théophile Gautier fils, Classiques français, Bookking international, Paris, 1996, 126 p.  (ISBN 2-8771-4360-0)
- Gottfried August Bürger, Aventures du baron de Münchhausen, trad. de Théophile Gautier fils, postface par André Tissier, ill. de Gustave Doré, collection Merveilleux no 2, éd. José Corti, Paris, 1998, 210 p.  (ISBN 2-7143-0656-X)
- Gottfried August Bürger, Les Merveilleux Voyages par voie maritime et terrestre, campagnes militaires et aventures amusantes du baron de Münchhausen, tels qu'il a coutume de les raconter en personne devant une bouteille dans le cercle de ses amis, traduit de l'allemand par Olivier Mannoni, préface de Théophile Gautier fils, Gallimard, Paris, 2006, 303 p. (Folio bilingue no 136)  (ISBN 2-07-031390-5)
- Gottfried August Bürger, Les Aventures du baron de Münchhausen, trad. de Théophile Gautier fils, ill. de Quentin Faucompré, éditions Orbis Pictus Club, Paris, 2007  (ISBN 978-2913063-15-0)
- Jules Girardin, Aventures et mésaventures du baron de Münchhausen, imitées de l'allemand par J. Levoisin, Hachette, Paris, 1879, 89 p. (rééd. 1883).
- Alfred Hannedouche, Voyages du baron de Münchhausen, Lecène et Oudin, Paris, 1892, 191 p. (Nouvelle bibliothèque illustrée de vulgarisation).
- Rudolf Erich Raspe, Le Baron de Münchhausen surnommé le baron de Crac ou la Fleur des Gasconnades allemandes, publiée par Hilaire Le Gai, Librairie de Passard, Paris, 1854, 176 p.
- Rudolf Erich Raspe, Aventures du baron de Münchhausen, adapté de l'allemand, ill. de S.B. Poitiers, Société française d'imprimerie et de librairie et impr. M. Texier réunies, 1948, 126 p.
- Rudolf Erich Raspe, Aventures du baron de Münchhausen, trad. de Théophile Gautier fils, ill. de Gustave Doré, coll. « Il était une fois », Boivin, Paris, 1948, 128 p. (rééd. 1956).
- Rudolf Erich Raspe, Les Aventures du baron de Münchhausen, adaptation de Elie Misan, ill. de Lupatelli et Aquenza, collection Royale no 6 bis, ODEJ, Paris, 1962, 80 p.
- Rudolf Erich Raspe, Aventures du baron de Münchhausen, traduction de Théophile Gautier fils, illustrations de Françoise Pichard, Hachette, Paris, 1978, 147 p.  (ISBN 2-01-005187-4)
- Rudolf Erich Raspe, Les Aventures extraordinaires du Baron de Münchhausen, trad. de Théophile Gautier, éditions de la Mappemonde, Bruxelles, 1943, 141 p.
- Rudolf Erich Raspe, Aventures et mésaventures du Baron de Münchhausen, imitées de l'allemand par J. Girardin, ill. d'E. Bichard, Hachette, Paris, 1883, 92 p.

Éditions jeunesse
Note : Dans les ouvrages illustrés destinés aux très jeunes lecteurs (qui ne figurent pas dans la liste ci-après), le nom du Baron a été simplifié en "Le Baron de Crac" à partir de 1927.
- Les Exploits du baron de Münchhausen, adaptation Gérard Pourret, illustrations Roxanne Brelin, éditions Mouck, Paris, 2011, 50 p.
- Aventures du baron de Münchhausen, Lire c'est partir, Viry-Châtillon, 1998, 122 p.
- France Image, Les Fabuleuses Aventures du légendaire baron de Münchhausen d'après le film de Jean Image, Paris : Rouge et Or, 1979, 30 p. (ISBN 2-261-00658-7) édité erroné (BNF 34653686)
- Michèle Le Gwen, Le Baron de Münchhausen, des aventures extraordinaires, coll. La Flèche d'or, éditions des Deux coqs d'or, Paris, 1969.
- Rudolf Erich Raspe, Les Aventures du baron de Münchhausen, Les Livres roses pour la jeunesse
- Rudolf Erich Raspe, Voyages et aventures du Baron de Münchhausen, Furne, Jouvet et Cie, Paris, 1883
- Rudolf Erich Raspe, Le Baron de Münchhausen, Œuvres célèbres pour la jeunesse, Paris, 1935.
- Rudolf Erich Raspe, Le Baron de Münchhausen, adaptation Gisèle Vallerey, Œuvres célèbres pour la jeunesse, F. Nathan, Paris, 1935, 190 p.
- Rudolf Erich Raspe, Les Merveilleux Voyages et aventures du baron de Münchhausen racontés par lui-même, adaptation de Théophile Gautier fils, postface de Peter Nickl, ill. Binette Schrœder, L'École des loisirs, Paris, 1978, 52 p.
- Rudolf Erich Raspe, Aventures du baron de Münchhausen, trad. de Théophile Gautier fils, ill. de Daniel Maja, Hachette, Paris, 1989, 156 p. (Le Livre de poche Jeunesse).
- Rudolf Erich Raspe, Aventures et mésaventures du baron de Münchhausen, trad. de Théophile Gautier fils, ill. de E. Bichard, coll. Fac-similés, Hachette jeunesse, Paris, 1994, 94 p.  (ISBN 2-01-223019-9)
- Rudolf Erich Raspe, Les Merveilleux Voyages et Aventures du baron de Münchhausen racontés par lui-même, trad. par Théophile Gautier fils, ill. par Binette Schroeder. Gossau Zurich, éd. Nord-Sud, Saint-Germain-en-Laye, 2000, 52 p.  (ISBN 3-314-20747-6)

Théâtre
- Grigori Gorine, Ce fameux baron de Münchhausen, texte théâtral traduit du russe par Véronique Schiltz, coll. Sur la Scène, TriArtis Editions, Paris, 2019, 154 pages,  (ISBN 2490198025)

Livres audio
- Les Aventures du baron Münchhausen lu par Bob Roza et Pierre Trabaut, Grenoble : La Voix de son livre ; Grenoble : distrib. La Voix de son livre, 1992. 2 cass. audio : Dolby. Texte intégral.

### Suites
Albums jeunesse

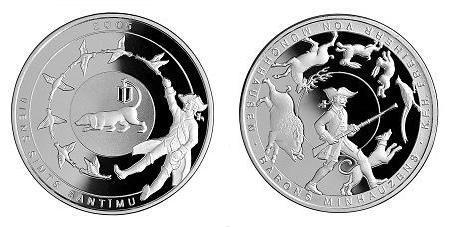
Pièce d'argent commémorative (Allemagne, 2005).

- Jean-Louis Thouard, Le Voyage extraordinaire du baron de Münchhausen, d'après un récit véridique illustré par d'authentiques images. Paris : Gründ, 2001, 68 p.  (ISBN 2-7000-4273-5)

Bandes dessinées
- Olivier Supiot, Les Aventures oubliées du baron de Münchhausen, tome 1: Les Orientales, Vents d'ouest, 2006  (ISBN 2-7493-0261-7)
- Olivier Supiot, Les Aventures oubliées du baron de Münchhausen, tome 2 : Les Amériques, Vents d'ouest, 2007  (ISBN 978-2-7493-0393-2)
- Olivier Supiot, Les Aventures oubliées du baron de Münchhausen, tome 3 : Chinoiseries, Vents d'ouest, 2008  (ISBN 978-2-7493-0451-9)
- Jean-Luc Masbou, Le Baron, Delcourt, 2020  (ISBN 978-2-413-00529-2)

### Pastiches et parodies

Timbre-poste allemand (1970).

- Aventures du baron de Crac, ill. Gérard Cochet, Larousse, Paris, 1923, 32 p.
- Les Aventures du baron de Crac, ill. Van Rompaey, coll. La Joie de l'enfance, Gründ, Paris, 1946, 32 p.
- Les Aventures du baron de Crac, adaptation de Jean Sabran ; ill. Guy Sabran, Bibliothèque rouge et bleue no 11, Éditions G. P., Paris, 1950, 60 p.
- Les Aventures du baron de Crac, ill. Pierre Leroy. Paris : Bias, 1950, 46 p.
- Aventures incroyables de M. de Crac, inspiré des légendes du baron de Münchhausen, d'après Rudolf Erich Raspe ; aquarelles de F. Bergin d'après des chromolithographies de 1890, éd. du Vieux-Colombier, Paris, 1995  (ISBN 2-911235-01-0)
- Cami, Les Exploits galants du baron de Crac suivi de Les Drames de la volupté : saynètes, B. Grasset, Paris, 1925, 232 p. (rééd. Paris : J.-J. Pauvert, 1972, 186 p.)
- Cami, Les Aventures sans pareilles du baron de Crac, Hachette, Paris, 1926, 112 p. (Petite Bibliothèque blanche)
- Cami, Le Neveu du baron de Crac, Hachette, Paris, 1927, 108 p. (Petite Bibliothèque blanche)
- Cami, Les Amours du Baron de Crac, Cahiers de la Compagnie Renaud-Barrault no 70, Gallimard, Paris, 1969.
- Giovanni Giannini, Le Baron de Crac, adaptation de Catherine Chicandard, Gautier-Languereau, Paris, 1988, 32 p.  (ISBN 2-217-36010-8)
- Karl Leberecht Immermann, Les Aventures du baron de Münchhausen : Une histoire en arabesques, traduit de l’allemand par Odette Blavier. éditions Cartouche, 336 p[8].
- François-Lubin Passard[9], La Fleur des devinettes pour rire, calembours, anecdotes, plaisanteries, etc. Impressions, souvenirs et aventures du baron de Crac, Passard, Paris, 1865.
- Léonce Peillard, Incroyables et véridiques aventures du baron de Crac, Bias, Paris, 1937, 40 p.
- Léonce Peillard, Les Aventures du baron de Crac, ill. Ivane Marchegay, Gedalge, Paris, 1950, 95 p. (rééd. 1954)
- Bénédict-Henry Révoil, Mémoires du Baron de Crac : une chasse par minute, E. Dentu, Paris, 1875, VII-354 p.
- André Tissier, M. de Crac, gentilhomme gascon, étude de la formation littéraire et des transformations d'un type populaire pour servir à déterminer l'historique et la nature des rapports entre M. de Crac et le baron de Münchhausen, Paris : Didier, 1959, 236 p. (Études de littérature étrangère et comparée ; 36). Contient Monsieur de Crac dans son petit castel, comédie en un acte de Jean-François Collin d'Harleville.